# André Lesauvage
André Paul Henri Noël Lesauvage (* 25. Dezember 1890 in Le Havre; † 29. Mai 1971 in Harfleur) war ein französischer Segler.

## Erfolge
André Lesauvage wurde 1928 in Amsterdam bei den Olympischen Spielen in der 8-Meter-Klasse Olympiasieger. Er war Crewmitglied der L’Aile VI, die in sieben Wettfahrten drei Siege einfuhr und damit vor dem niederländischen und dem schwedischen Boot mit je zwei Siegen den ersten Platz belegte. Zur Crew der L’Aile VI gehörten außerdem André Derrien, Virginie Hériot, Carl de la Sablière und Jean Lesieur, Skipper des Bootes war Donatien Bouché.